# Херрнхоф, Хуго
Хуго Херрнхоф (итал. Hugo Herrnhof, род. 21 сентября 1964 года, в г.Больцано, провинция Южный Тироль, Италия) — итальянский шорт-трекист, выступавший на Олимпийских играх 1988, 1992 годов. Олимпийский чемпион 1994 года в эстафете. Двукратный чемпион мира в эстафете и в командном турнире.

## Спортивная карьера
Херрнхоф впервые выступил на международном уровне в 16 лет, когда участвовал во французском Медоне и на всех дистанциях не поднимался выше четвёртого десятка.
Он также активно занимался классическим конькобежным спортом, но его успехи были в шорт-треке, хотя индивидуальных наград высшей пробы и не хватал. Хуго был командным игроком. По-настоящему его успехи начались с чемпионата мира в Монреале, где в эстафете была выиграна серебряная медаль. Уже на следующий год на Олимпийских играх в Калгари итальянцы заняли второе место в эстафете, а через месяц на чемпионате мира в Сент-Луисе выиграли золото. Следующие два года Хуго получил награды в индивидуальных гонках, сначала в 1990 году на мировом первенстве в Амстердаме серебро на дистанции 500 метров, а следом в 1991 году в австралийском Сиднее бронзу на 1500 метров. 
В 1992 году Олимпиада в Альбервилле не была успешной, только 12 место на 1000 метров и 8-е в эстафете. На втором командном чемпионате мира в Минамимаки было завоёвано командное серебро. Через год уже было золото в Будапеште и серебро в Пекине в эстафетной гонке. Главная награда пришла в 1994 году на Олимпийских играх в Лиллехаммере, где итальянская четвёрка в составе Херрнхофа, Орацио Фагоне,  Мирко Вюйермена и Маурицио Карнино выиграла золото Олимпиады.
Хуго также принимал участие в эстафете на первом  чемпионате Европы в Мальмё 1997 года. Там итальянская команда были бронзовыми призёрами. 

## Административная карьера
После окончания карьеры спортсмена Хуго работал администратором, с 2002 по 2006 года работал спортивным менеджером по конькобежному спорту и шорт-треку в Оргкомитете зимних Олимпийских игр в Турине 2006 года. В сентябре 2006 года он стал спортивным директором по конькобежному спорту Международного союза конькобежцев (ISU), проработав в течение нескольких лет членом правления Итальянской Федерации ледовых видов спорта. Женат на  Кристине Шиолле, итальянской шорт-трекистке, участнице зимних Олимпийских игр 1988 и 1992 годов.